# Stožec
Stožec är en ort i Tjeckien.   Den ligger i regionen Södra Böhmen, i den sydvästra delen av landet, 140 km söder om huvudstaden Prag. Stožec ligger 786 meter över havet och antalet invånare är 222.
Terrängen runt Stožec är huvudsakligen kuperad, men åt sydväst är den platt.Runt Stožec är det mycket glesbefolkat, med 2 invånare per kvadratkilometer. Närmaste större samhälle är Volary, 7,3 km nordost om Stožec. I omgivningarna runt Stožec växer i huvudsak blandskog.